# Cupon moldovenesc
Cuponul a fost unitatea monetară temporară din Republica Moldova între anii 1992 și 1993. El a înlocuit rubla sovietică la aceeași paritate și a fost înlocuită de către leu la o rată de schimb de 1 leu = 1.000 cupoane. Bancnotele emise aveau valori nominale de 50, 200, 1.000 și 5.000 cupoane. Nu au fost bătute monede.

## Introducerea cuponului
Când inflația din republicile, foste sovietice, vecine Republicii Moldova, a depășit nivelul celei din Moldova, iar Rusia a înlocuit rubla sovietică cu rubla rusă, exista pericolul apariției unui haos total și a invaziei rublelor sovietice din întreaga zonă a rublei sovietice. Pentru a proteja circulația monetară, la 10 iunie 1992 Banca Națională a Moldovei (BNM) a pus în circulație cuponul moldovenesc (cu valori nominale de 50, 200 și 1.000), care era echivalent cu rubla de tip sovietic și circula în paralel cu ea. Spre sfârșitul lunii iunie 1993 cupoanele constituiau circa 80% din numerarul în circulație. Cursul oficial de schimb al cuponului față de dolarul SUA a rămas același ca și al rublei, fixat de Rusia.
La 24 iulie 1993, Banca Centrală a Rusiei a decis să retragă din circulație rublele sovietice de pe teritoriul Federației Ruse. În ziua următoare, BNM a trebuit să interzică și ea circulația rublelor sovietice, ieșite din circulație, pe teritoriul Moldovei, dar numai a bancnotelor cu o valoare nominală de 100 și mai are, din cauza insuficienței cupoanelor cu valoare nominală mică.
În primăvara anului 1993, când prăbușirea rublei ruse devenise evidentă, unele țări din fosta Uniune au decis să introducă propriile monede naționale. Primele au fost Statele Baltice, apoi au urmat Kîrgîzstanul și Moldova, care, la 29 noiembrie 1993, a introdus ca monedă națională leul moldovenesc. Cursul de reevaluare a fost stabilit la 1 leu pentru 1.000 de ruble sovietice sau cupoane moldovenești.